# Fanjingshan
Fanjingshan (chinês: 梵净山, pinyin: Fànjìngshān) ou Monte Fanjing, é o pico mais alto das Montanhas Wuling, localizada em Tongren, província de Guizhou sudoeste da China, com uma altura  de 2,570m. A Reserva Natural de Fanjingshan foi estabelecida em 1978 e denominada como Reserva de Biosfera da UNESCO em 1986. É uma montanha sagrada no budismo chinês, considerada como uma bodhimanda do Buda Maitreya.

## Nome
O nome da montanha "Fanjing" é uma abreviação de Fantian Jingtu (梵天净土), ou "Terra Pura do Brahma". Fantian é o nome chinês para o rei dos céus budista Brahma e Jingtu para terra pura, o foco da terra o Budismo da Terra Pura.

## Localização e ambiente
Fanjingshan localiza-se em Tongren, província de Guizhou sudoeste da China com alturas que variam de 480 a 2,570m acima do nível do mar.
A Reserva Nacional de Fanjingshan foi estabelecida em 1978 e denominada como Reserva de Biosfera da UNESCO em 1986. Cobre uma área total de 567km2e é uma área de conservação para a vegetação primitiva da região alpina do meio sub-trópico do oeste chinês. A montanha foi deniminada Patrimônio Mundial da UNESCO em julho de 2018.
O relativo isolamento de Fanjingshan gerou uma amplo grau de biodiversidade. Espécies endêmicas como o raro macaco-cinzento-de-nariz-arrebitado e o abeto de Fanjingshan (Abies fanjingshanensis) somente aparecem em uma pequena região central de Fanjingshan. Muitas espécies ameaçadas como a salamandra-gigante-da-china, o cervo Musk da floresta e o Faisão de Reeve também são encontrados aqui. Também é o lar da maior e mais contínua floresta de faias primitiva subtropical.

## UNESCO
Foi inscrito como Patrimônio Mundial da UNESCO em 2018 por: "ser lar de muitos animais e plantas que se originaram do Período Terciário, há entre 65 milhões e 2 milhões de anos. O seu isolamente gerou o aparecimento de várias espécies endêmicas levando a um alto grau de biodiversidade"